# Largo do Mastro

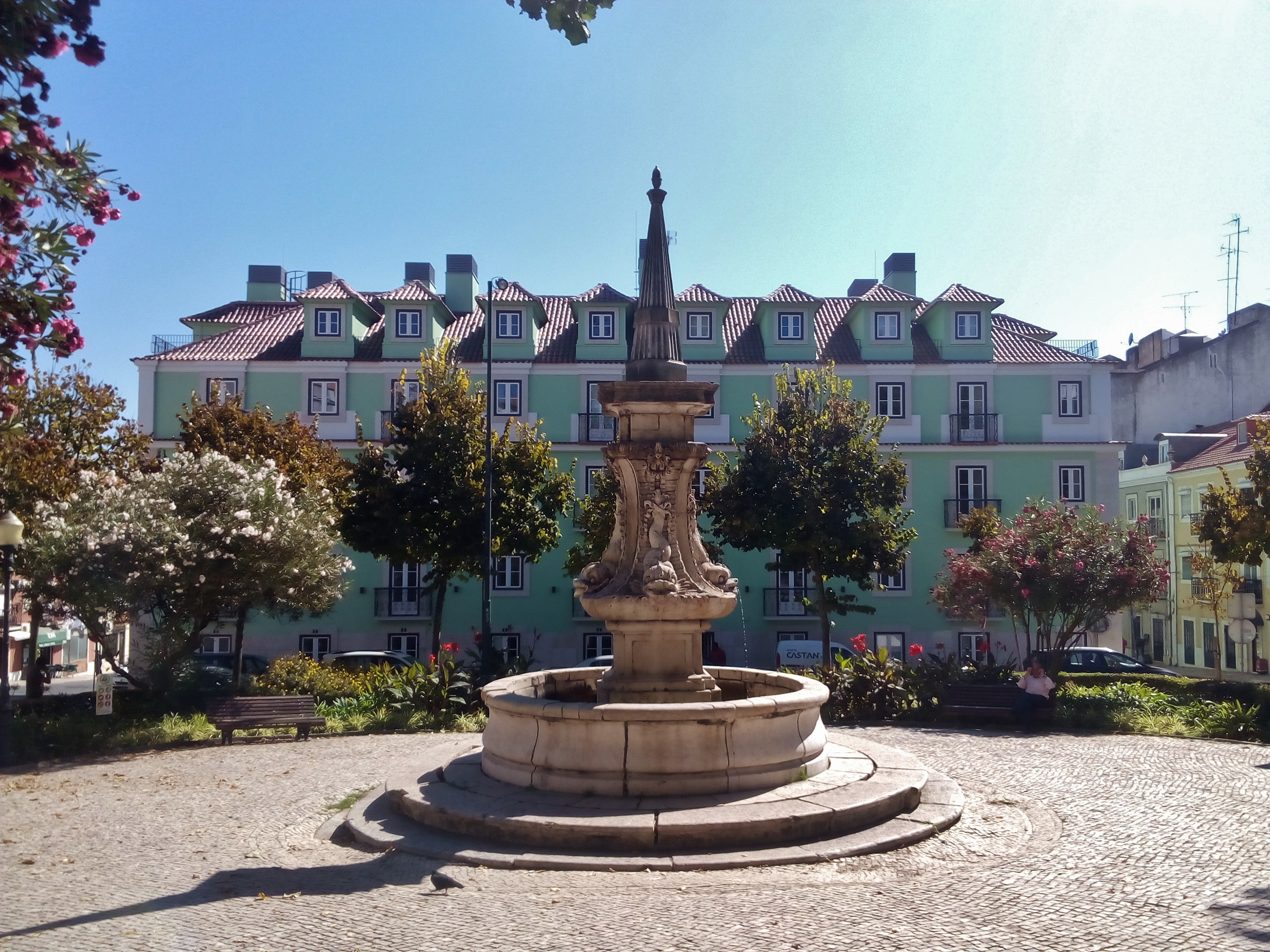
O Largo do Mastro, em 2017.

Largo do Mastro é um largo da freguesia de Arroios, em Lisboa, próximo do Campo dos Mártires da Pátria (também conhecido por Campo de Santana).
Nele se destaca um belo fontanário ou chafariz quadrifacetado, projectado por Malaquias Ferreira Leal, com a inscrição "Aguadeiros" e com quatro peixes nos quatro lados com as caudas para cima, de cujas bocas saía água.